# Marocco ai Giochi della XXXIII Olimpiade
Il Marocco ha partecipato ai Giochi della XXXIII Olimpiade, svoltisi a Parigi dal 26 luglio all'11 agosto 2024, con una delegazione di 60 atleti (incluse le riserve), 42 uomini e 18 donne, in 19 sport e in 21 discipline.
I portabandiera alla cerimonia di apertura sono stati Yessin Rahmouni e Ines Laklalech.

## Medagliere

### Medaglie
| Medaglia | Nome | Sport            | Evento                    |
| -------- | --- | ---------------- | ------------------------- |
| Oro      | Soufiane el-Bakkali | Atletica leggera | 3000 metri siepi maschili |
| Bronzo   | Ilias Akhomach Eliesse Ben Seghir Benjamin Bouchouari Mehdi Boukamir Oussama El Azzouzi Bilal El Khannous Zakaria El Ouahdi Abde Ezzalzouli Rachid Ghanimi Achraf Hakimi Yassine Kechta Haytam Manaout El Mehdi Maouhoub Munir Mohamedi Akram Nakach Soufiane Rahimi Amir Richardson Adil Tahif Oussama Targhalline | Calcio           | Torneo maschile           |

## Delegazione
| Sport            | Uomini | Donne | Totale |
| ---------------- | ------ | ----- | ------ |
| Atletica leggera | 8      | 5     | 13     |
| Beach volley     | 2      | 0     | 2      |
| Break dance      | 1      | 1     | 2      |
| Calcio           | 18     | 0     | 18     |
| Canoa/kayak      | 2      | 0     | 2      |
| Canottaggio      | 0      | 1     | 1      |
| Ciclismo         | 2      | 0     | 2      |
| Equitazione      | 1      | 1     | 2      |
| Golf             | 0      | 1     | 1      |
| Judo             | 2      | 1     | 3      |
| Lotta            | 1      | 0     | 1      |
| Nuoto            | 1      | 1     | 2      |
| Pugilato         | 0      | 3     | 3      |
| Scherma          | 1      | 1     | 2      |
| Skateboard       | 0      | 1     | 1      |
| Surf             | 1      | 0     | 1      |
| Taekwondo        | 0      | 2     | 2      |
| Tiro             | 1      | 0     | 1      |
| Triathlon        | 1      | 0     | 1      |
| Totale           | 42     | 18    | 60     |